# Qualifications à la Coupe d'Afrique des nations féminine de football 2022
Navigation
Édition précédente Édition suivante
Les qualifications à la Coupe d'Afrique des nations féminine de football 2022 se déroulent à partir du 18 octobre 2021 et qualifient onze des douze équipes participantes à la phase finale de la CAN 2022, qui se déroule au Maroc en juillet 2022, l'équipe marocaine étant quant à elle qualifiée d'office.
Les qualifications se jouent sur deux tours avec des rencontres aller et retour.

## Équipes en lice
Cette édition marque un nombre record d'inscrits pour les éliminatoires (44 équipes) :
- Afrique du Sud
- Angola
- Algérie
- Bénin
- Burundi
- Botswana
- Burkina Faso
- Cameroun
- Côte d'Ivoire
- Congo
- RD Congo
- Djibouti
- Égypte
- Érythrée
- Eswatini
- Éthiopie
- Gabon
- Gambie
- Ghana
- Guinée
- Guinée-Bissau
- Guinée équatoriale
- Kenya
- Liberia
- Malawi
- Mali
- Mauritanie
- Mozambique
- Namibie
- Niger
- Nigeria
- République centrafricaine
- Rwanda
- Sao Tomé-et-Principe
- Sénégal
- Sierra Leone
- Soudan
- Soudan du Sud
- Tanzanie
- Togo
- Tunisie
- Ouganda
- Zambie
- Zimbabwe

Outre le Maroc déjà qualifié en tant que pays hôte, 10 nations membres de la CAF ne s'engagent pas dans ces qualifications :
- Cap-Vert
- Comores
- Lesotho
- Libye
- Madagascar
- Maurice
- La Réunion
- Seychelles
- Somalie
- Tchad
- Zanzibar

Les 2 nations associées à la CAF ne s'engagent pas non plus : 
- La Réunion
- Zanzibar

Le tirage au sort a lieu le 10 mai 2021 au Caire, à 13 h 00 heure locale (GMT+2), Heba Sarwat, manageur senior de la CAF chargé du football féminin et du futsal, et Nadine Ghazi, footballeuse internationale égyptienne.

## Premier tour de qualification
Le premier tour de qualification se déroule entre le 20 et le 26 octobre 2021.
La République démocratique du Congo déclare forfait, n'ayant pu se rendre à Malabo pour le match aller contre la Guinée équatoriale, faute de prise en charge par la Fédération congolaise de football,.
Le Rwanda déclare forfait, invoquant un manque de préparation ; aucun championnat n'a été joué localement depuis la pandémie de Covid-19.
Sao Tomé-et-Principe déclare forfait pour le match retour contre le Togo après la défaite 5-0 à l'aller.
Le match retour entre le Soudan et l'Algérie est quant à lui reporté en raison du coup d'État au Soudan avant d'être définitivement annulé.
| Équipe 1                  | Résultat | Équipe 2       | Aller   | Retour  | T.a.b. |
| ------------------------- | -------- | -------------- | ------- | ------- | ------ |
| Ouganda                   | 2 - 2    | Éthiopie       | 2 - 0   | 0 - 2   | 2 - 1  |
| Kenya                     | 15 - 1   | Soudan du Sud  | 8 - 0   | 7 - 1   | -      |
| Érythrée                  | 0 - 6    | Burundi        | 0 - 5   | 0 - 1   | -      |
| Djibouti                  | forfait  | Rwanda         | forfait | forfait | -      |
| Malawi                    | 3 - 4    | Zambie         | 1 - 1   | 2 - 3   | -      |
| Tanzanie                  | 3 - 5    | Namibie        | 1 - 2   | 2 - 3   | -      |
| Zimbabwe                  | 6 - 1    | Eswatini       | 3 - 1   | 3 - 0   | -      |
| Angola                    | 1 - 7    | Botswana       | 1 - 5   | 0 - 2   | -      |
| Mozambique                | 0 - 13   | Afrique du Sud | 0 - 7   | 0 - 6   | -      |
| Algérie                   | forfait  | Soudan         | 14 - 0  | forfait |        |
| Égypte                    | 2 - 7    | Tunisie        | 2 - 6   | 0 - 1   | -      |
| Guinée équatoriale        | forfait  | RD Congo       | forfait | forfait | -      |
| Sao Tomé-et-Principe      | forfait  | Togo           | 0 - 5   | forfait | -      |
| Congo                     | 2 - 2E   | Gabon          | 2 - 1   | 0 - 1   | -      |
| République centrafricaine | 0 - 3    | Cameroun       | 0 - 1   | 0 - 2   | -      |
| Sierra Leone              | 1 - 3    | Gambie         | 0 - 2   | 1 - 1   | -      |
| Liberia                   | 1 - 8    | Sénégal        | 1 - 2   | 0 - 6   | -      |
| Mali                      | 4 - 2    | Guinée         | 2 - 2   | 2 - 0   | -      |
| Guinée-Bissau             | 2 - 0    | Mauritanie     | 1 - 0   | 1 - 0   | -      |
| Burkina Faso              | 5 - 2    | Bénin          | 2 - 1   | 3 - 1   | -      |
| Nigeria                   | 2 - 1    | Ghana          | 2 - 0   | 0 - 1   | -      |
| Niger                     | 0 - 20   | Côte d'Ivoire  | 0 - 9   | 0 - 11  | -      |

## Deuxième tour de qualification
Le deuxième tour de qualification se déroule entre le 14 et le 23 février 2022.
Le Kenya déclare forfait le 29 janvier, qualifiant ainsi l'Ouganda.
| Équipe 1       | Résultat | Équipe 2           | Aller   | Retour  | T.a.b. |
| -------------- | -------- | ------------------ | ------- | ------- | ------ |
| Ouganda        | forfait  | Kenya              | forfait | forfait | -      |
| Burundi        | 11 - 1   | Djibouti           | 6 - 1   | 5 - 0   | -      |
| Zambie         | 1 - 1    | Namibie            | 0 - 0   | 1 - 1   | -      |
| Zimbabwe       | 3 -3 E   | Botswana           | 1 - 3   | 2 - 0   | -      |
| Afrique du Sud | 3 - 1    | Algérie            | 2 - 0   | 1 - 1   | -      |
| Tunisie        | 7 - 3    | Guinée équatoriale | 5 - 0   | 2 -3    | -      |
| Togo           | 4 - 2    | Gabon              | 2 - 1   | 2 - 1   | -      |
| Cameroun       | 10 - 1   | Gambie             | 8 - 0   | 2 - 1   | -      |
| Sénégal        | 1 - 1    | Mali               | 1 - 0   | 0 - 1   | 3 - 2  |
| Guinée-Bissau  | 0 - 7    | Burkina Faso       | 0 - 6   | 0 - 1   | -      |
| Nigeria        | 3 - 0    | Côte d'Ivoire      | 2 - 0   | 1 - 0   | -      |

## Équipes qualifiées
| Équipe         | Mode de qualification            | Date de qualification | Participation | Meilleur résultat                                                              | Dernière participation (résultat obtenu) |
| -------------- | -------------------------------- | --------------------- | ------------- | ------------------------------------------------------------------------------ | ---------------------------------------- |
| Maroc          | Pays hôte                        | 15 janvier 2021       | 3e            | Premier tour (1998, 2000)                                                      | 2000 (Premier tour)                      |
| Ouganda        | Deuxième tour des qualifications | 29 janvier 2022       | 2e            | Premier tour (2000)                                                            | 2000 (Premier tour)                      |
| Burundi        | Deuxième tour des qualifications | 21 février 2022       | 1re           | Première participation                                                         | Première participation                   |
| Zambie         | Deuxième tour des qualifications | 22 février 2022       | 3e            | Quart de finale (1995)                                                         | 2018 (Premier tour)                      |
| Sénégal        | Deuxième tour des qualifications | 22 février 2022       | 3e            | Premier tour (1991 et 2012)                                                    | 2012 (Premier tour)                      |
| Togo           | Deuxième tour des qualifications | 23 février 2022       | 1re           | Première participation                                                         | Première participation                   |
| Nigeria        | Deuxième tour des qualifications | 23 février 2022       | 14e           | Vainqueur (1991, 1995, 1998, 2000, 2002, 2004, 2006, 2010, 2014, 2016 et 2018) | 2018 (Vainqueur)                         |
| Tunisie        | Deuxième tour des qualifications | 23 février 2022       | 2e            | Premier tour (2008)                                                            | 2008 (Premier tour)                      |
| Burkina Faso   | Deuxième tour des qualifications | 23 février 2022       | 1re           | Première participation                                                         | Première participation                   |
| Botswana       | Deuxième tour des qualifications | 23 février 2022       | 1re           | Première participation                                                         | Première participation                   |
| Cameroun       | Deuxième tour des qualifications | 23 février 2022       | 13e           | Finaliste (1991, 2004, 2014 et 2016)                                           | 2018 (Troisième)                         |
| Afrique du Sud | Deuxième tour des qualifications | 23 février 2022       | 13e           | Finaliste (1995, 2000, 2008, 2012 et 2018)                                     | 2018 (Finaliste)                         |